# Forgó György
Forgó György (Tószeg, 1787 – Lovrin, 1835. július 17.) orvos, homeopata, mecénás, a Magyar Tudományos Akadémia levelező tagja.

## Élete
Szegény családból származott, első iskoláit szülővárosában és Cegléden, a gimnáziumot Jászberényben végezte. Már ekkor kénytelen volt tanításból eltartani magát. 1805-ben Pestre költözött filozófiát hallgatni, ahol Szűcs István, a filozófiatanára megkedvelte és pártfogásába vette, majd az orvosi karhoz ment át, és Eckstein Ferenc tanár fiának nevelője lett. Így tehette le már 1812-ben vizsgáit és november 5-én orvosdoktor, 1814-ben pedig Lenhossék Mihály Ignác tanár segéde lett.
1816-ban Pest vármegye főorvosává és az orvosi kar tagjává választották. Ismeretei, ügyessége és szerénysége nemsokára a legkeresettebb orvosok sorába emelték, és 1820-21-ben leszerződtették Hahnemann iskolájához. A Hahnemann-féle homeopata (hasonszenvi) gyógymód első hívei közé tartozott az 1820-as évek Magyarországán. A rossz terméseket követő éhínségek enyhítésére a kukorica, köles, muhar, cirok stb. lisztjének fogyasztását ajánlotta. Az 1820-as években hosszabb ideig együtt lakott barátjával, Kisfaludy Károllyal, majdnem Kisfaludy haláláig.
A magyar nyelv és tudomány ügyének védője, terjesztője és tetemes áldozatokkal gyarapítója is volt. Ezen érdemeiért a Marczibányi-küldöttség tagjaként 1831. február 17-én a Magyar Tudományos Akadémia levelező tagja lett, és részt vett nevezetesen az 1834. évi nagygyűlés tanácskozásaiban. Hét évi, hivatalos utazáson szerzett hólyagbetegség után, legyengülten halt meg, úton a buziási fürdők felé Lovrinban, báró Liptay Fridriknél meghalt.
Számos jótéteményein kívül, amelyeket iskolamesterfizetésre, dologház, kórház, elmegyógyintézet, vakok, siketnémák, gyermekek intézeteire hagyott, egyedül azokat említjük, amik a közoktatást és az irodalom ügyét érdeklik:
Az Akadémiának ezer pengő forintot és egy Rothschild-féle kötelezvény-sorsjegyet hagyott és fogadott fiának szánt 8000 aranyforint felét, ha az utód nélkül halna meg; a nemzeti játékszín építésére szintén 1000 aranyforintot és egy Rothschild-féle sorsjegyet; Horvát István történeti munkájának (A magyarok eredetéről) kiadására 2000 aranyforintot; könyvtárát az orvosi kar olvasótermének és néhány ritkaságot az egyetem és múzeum gyűjteményeinek.
A Magyar Tudományos Akadémiában dr. Balogh Pál tartott fölötte emlékbeszédet.

## Munkái
- Organona a gyógyművészségnek, vagy Hahnemann Sámuel homoeopathiája. Pest, 1830. (Fordítás.)
- Utasítás az egészségre ügyelő hivataloknak, nem különben a pestismentő intézeteknél felügyelő személyeknek számára (a budai, 1830-iki kiadás, Leo, Bernstein, Czigler, Schubert és Hahnemann gyógymódjaival bővítve nt. Pest vármegye rendeléséből ujra nyomatott, Forgó György felügyelése alatt). Pest, 1831.

Cikke a Tudományos Gyűjteményben (1817. X. Rendkívül való szükség idején, a közönségesen szokásban lévő gabona fajokon kívül, miből készíthetni még kenyeret hazánkban, s mit találhatni még, a mivel olyankor táplálhassa magát a szegénység?); irt az Orvosi Tárba is névtelenül.